# Cry d'Er
Cry d'Er est une montagne se situant dans le canton du Valais sur les hauteurs de Crans-Montana.
Cry d'Er est reliée par deux télécabines : une partant de Crans (Crans-Merbé-Cry d'Er), l'autre partant de Montana (Montana-Arnouvaz-Cry d'Er) ; il y a aussi un télésiège partant des Marolires et remontant la piste nationale où se déroulent des compétitions de ski alpin.
Sur place, il y a un restaurant ainsi que de larges pistes de ski. C'est l'un des lieux les plus fréquentés l'hiver puisque l'on peut rejoindre avec des pistes de difficulté moyenne Crans, Montana et les Barzettes.